# Chiesa di Sant'Antonio di Padova (Rovegno)
La chiesa di Sant'Antonio di Padova è un luogo di culto cattolico situato nella frazione di Pietranera nel comune di Rovegno, nella città metropolitana di Genova. La chiesa è sede della parrocchia di San Giuseppe e Sant'Antonio di Padova del vicariato di Bobbio, Alta Val Trebbia, Aveto e Oltre Penice della diocesi di Piacenza-Bobbio.
Dalla parrocchia dipende l'oratorio di San Rocco della frazione di Foppiano.

## Storia e descrizione
Secondo alcune fonti la vecchia parrocchiale di Pietranera fu edificata intorno al XIV secolo; I lavori per l'edificazione di una nuova struttura iniziarono nell'agosto 1879, su iniziativa del locale arciprete don Felice Ghirardelli e su progetto dell'ingegnere genovese Agostino Perrone, per una durata complessiva intorno ai dieci anni.
Fu consacrata il 18 luglio del 1896 dal vescovo di Bobbio monsignor Giovanni Battista Porrati.
Nel 1905 la chiesa venne eretta a parrocchia dopo lo smembramento dalla parrocchia di Rovegno.